# Oskar Scheitlin
Oskar Scheitlin (* 13. Februar 1861 in St. Gallen; † 25. Juli 1924 in Burgdorf BE) war ein Schweizer Unternehmer.

## Leben
Oskar Sebastian Scheitlin wuchs in der Stadt St. Gallen auf, wo die Textilindustrie seit dem 16. Jahrhundert eine bedeutende Rolle spielte. Schon Stammvater Anton Scheitlin (1566–1629) war Bleichmeister wie auch 24 seiner Nachkommen in 10 aufeinander folgenden Generationen.
Scheitlin absolvierte eine Lehre bei der Leinenweberei Espinard in Lyon, Frankreich. Anschliessend war er als Textilhandelskaufmann in der Schweiz und in Italien tätig. Er wurde in den frühen 1880er Jahren Mitarbeiter der Leinhandelsfirma Fankhauser in Burgdorf, Kanton Bern, welche seit 1966 von seinem Schwager Gottlieb Kappeler zusammen mit dessen Bruder geführt wurde. In 1897 übernahm Scheitlin zusammen mit seiner verwitweten Schwester die Firma Fankhauser, welche als Firma Scheitlin & Cie weitergeführt wurde.
Durch Übernahmen stieg die Handelsfirma Scheitlin & Cie in die Produktion von Textilien ein. In 1904 fusionierte die Firma mit dem Unternehmen Röthlisberger & Cie in Worb und der Kunstbleiche Dr. Stucki ebenfalls in Worb. Die Firma Röthlisberger hatte vorgängig schon 1892 mechanische Webstühle zur Leinenherstellung in Betrieb genommen.  Zudem wurde 1906 die Spinnerei und Weberei Rüderswil AG in Rüderswil im Emmental übernommen. Ab 1913 wurden die zusammengelegten Firmen Vereinigte Leinenwebereien Worb & Scheitlin genannt. Neben der Leinenweberei war auch die anschliessende Bleicherei im Gebäude der Farb und auf dem umliegenden Areal in Worb ein wichtiger Teil der Herstellung dieser Textilien.
Ab 1910 bis zu seinem Tod in 1924 war Scheitlin Präsident des Verbandes Schweizer Leinenindustrieller. 1924 machte seine Firma zwei Drittel des gesamten Schweizer Leinenexportgeschäftes. Noch heute besteht das anderweitig genutzte Gebäude der entsprechenden Weberei an der Farbstrasse in Worb.

## Weblink
- Walter Thut: Scheitlin, Oskar. In: Historisches Lexikon der Schweiz.

| Personendaten    | Personendaten         |
| ---------------- | --------------------- |
| NAME             | Scheitlin, Oskar      |
| KURZBESCHREIBUNG | Schweizer Unternehmer |
| GEBURTSDATUM     | 13. Februar 1861      |
| GEBURTSORT       | St. Gallen            |
| STERBEDATUM      | 25. Juli 1924         |
| STERBEORT        | Burgdorf BE           |